# 張國民 (1949年)
張國民（1949年—），男，黑龙江哈尔滨人，中国演員。

## 生平
1968年参军，1970年任广州军区战士话剧团演员，1975年登上银幕，在電影《金光大道》的上集、中集中扮演主角高大泉，成為1970年代中國大陸家喻戶曉的人物。文革後，當局放棄了《金光大道》下集拍攝計劃。1985年在北京电影学院表演干部专修班学习，現任中影集团艺术创作人员中心主任。

## 电影作品
《金光大道》、《夕照街》、《神女峰迷雾》、《潜网》、《北国红豆》、《索伦河谷的枪声》、《明姑娘》等。